# غطس (تمرين)
الانخفاض أو الغطس هو تمرين لتقوية الجزء العلوي من الجسم. تعمل تمارين الانخفاضات ذات القبضة الضيقة في المقام الأول على تدريب العضلة ثلاثية الرؤوس، مع كون العضلات التآزرية الرئيسية هي العضلة الدالية الأمامية وعضلات الصدر وعضلات المعين في الظهر. تضع الانخفاضات الواسعة بعرض الكتفين تركيزًا إضافيًا على عضلات الصدر، على غرار الطريقة التي تركز بها تمرينات الضغط على مقعد بقبضة واسعة على عضلات الصدر وأقل على العضلة ثلاثية الرؤوس.

## المعنى الحديث
لأداء تمرين الانخفاض، يدعم المتدرب نفسه على شريط الانخفاض مع وضع ذراعيه لأسفل وكتفيه فوق يديه، ثم يخفض جسمه حتى تنحني ذراعيه بزاوية 90 درجة عند المرفقين، ثم يرفع جسمه لأعلى، ويعود إلى وضع البداية.

### التفاوت
عادة ما يتم إجراء الانخفاضات على شريط الانخفاض، مع قيام يدي المتدرب بدعم وزن الجسم بالكامل. للحصول على مقاومة إضافية، يمكن إضافة الأوزان باستخدام حزام الغمس ، أو سترة مرجحة ، أو عن طريق ارتداء حقيبة ظهر تحتوي على أوزان. يمكن أيضًا حمل الدمبل بين الركبتين أو الكاحلين. للحصول على مقاومة أقل، يمكن استخدام آلة الغطس/السحب المساعدة والتي تقلل القوة اللازمة للممارس لرفع جسمه باستخدام وزن موازن. يمكن أيضًا استخدام أشرطة المقاومة المعلقة أسفل القدمين للمساعدة إذا كان الشخص يفتقر إلى القوة اللازمة لأداء الغطس بشكل صحيح.
هناك اختلاف آخر في الانخفاض يتم إجراؤه على حلقات الجمباز. على غرار تمرين الانخفاض بالشريط، تمسك يدي الممارس بالحلقات، مما يدعم وزن الجسم بالكامل. إن الطبيعة غير المستقرة للحلقات تضيف تحديًا إضافيًا، على الرغم من وجود اختلافات لجعل التمرين أسهل. في حالة عدم وجود المعدات، يمكن إجراء تنويعة أخف من الانخفاض تسمى "انخفاض المقعد". يتم وضع اليدين على مقعد واحد مباشرة تحت الكتفين أو على مقعدين متوازيين. يتم فرد الساقين ووضعهما بشكل أفقي، وتستقر القدمين على مقعد آخر أمام الشخص الذي يمارس التمارين الرياضية. يعمل هذا التنوع على تدريب عضلات الجزء العلوي من الجسم بطريقة مماثلة، وإن لم تكن دقيقة، للانخفاض الطبيعي، مع تقليل الوزن الإجمالي المرفوع بمقدار كبير. يمكن أيضًا أداء هذا التمرين على حافة الأريكة ، أو طاولة المطبخ ، أو أي سطح يدعم الرافع. ينبغي أن يتم ذلك تحت السيطرة.